# Жан-Йожен Робер-Уден
Жан-Йожен Робер-Уден (на френски: Jean-Eugène Robert-Houdin), роден в Блоа на 7 декември 1805 и починал в Сен-Жерве-ла-Форе на13 юни 1871, е най-известният френски илюзионист от XIX век и основател на театъра Робер-Уден, открит в Париж през 1845 г. 

## Биография
Жан-Йожен Робер-Уден е роден в 1805 г. като Жан-Йожен Робер в Блоа в семейството на часовникар. Младият Жан-Йожен развива страст към механиката много рано, когато видял баща си Проспер Робер да работи в работилницата. Баща му иска той да учи право и го кара да следва литература в колежа в Орлеан от 1816 до 1823 г. След като завършва Жан-Йожен става нотариален чиновник, но запален по механиката, той изоставя професията на нотариус . В 1825 г. баща му се пенсионира и го праща да чиракува като часовникар при братовчед си в Блоа. Жан-Йожен става часовникар през 1828 г. и започва обиколка на Франция. По време на пътуването той среща Торини, мистериозен акробат, който му спасява живота от хранително отравяне през юли 1828 г. и го научава на изкуството на илюзионизма (този епизод, разказан в неговите мемоари, вероятно е измислица ) . След това започва да участва в представления на частни приеми като професионален фокусник в Европа и САЩ.
През юли 1830 г. Жан-Йожен Робер се жени за Жозеф Сесил Уден и се мести в Париж, където започва работа като часовникар при баща й. Той променя името си на Робер-Уден, за да се открои от многото съименници, които упражняват професията по това време. В Париж той се усъвършенства в областта на часовникарството, електричеството и конструирането на автомати и има няколко патента за изобретения. През 1843 г. съпругата му Жозеф Сесил Уден почива след продължителна болест и Жан-Йожен се жени повторно през 1844 г. за Франсоаз-Маргьорит-Олимп Браконие. След това той започва кариерата си като илюзионист 
През 1845 г. Жан-Йожен Робер-Уден открива  магически театър в Париж "Théâtre des soirées fantastiques" благодарение на финансовата помощ на своя приятел граф дьо Л'Ескалопие. Първото представление на "Фантастични вечери от Робърт-Худин" се провежда на 3 юли 1845 г. В представленията си той представя магически автомати  като L'Oranger merveilleux или Le Pâtissier du Palais-Royal, а по-късно и  Le Voltigeur au trapèze, La Bouteille inépuisable и La Suspension éthéréenne .
През 1853 г. Робърт-Уден се завръща да живее в Сен-Жерве-ла-Форе близо до Блоа,където оборудва градината на именито си с електромеханични контроли и устройства, които изобретява, за да изненада посетителите си. В същото време той публикува мемоарите си и разкрива своите процедури. Той също така публикува статии за Енциклопедия Larousse .
Съкрушен от смъртта на сина си, капитан Йожен Робер-Уден, който е убит на 10 август 1870 г. в битката при Райхсофен по време на войната от 1870 г., той умира в Сен Жерве-ла-Форе на 13 юни 1871 г. и е погребан в гробището в Блоа.